# 경상북도구미교육지원청
경상북도구미교육지원청(慶尙北道龜尾敎育支援廳, Gumi Office of Education)은 경상북도교육청 산하 교육지원청이다. 경상북도 구미시 송정동 55에 소재해있으며, 구미시를 관할한다. 본래 선산군교육청이었으나, 1978년에 구미시교육청으로 변경되었다.
교육장은 장학관으로 보한다.

## 산하 기관

### 초등학교
| - 고아초등학교 - 광평초등학교 - 구미봉곡초등학교 - 구미사곡초등학교 - 구미신평초등학교 - 구미오산초등학교 - 구미왕산초등학교 - 구미초등학교 - 구운초등학교 - 구평남부초등학교 - 구평초등학교 - 금오초등학교 | - 남계초등학교 - 덕촌초등학교 - 도개초등학교 - 도량초등학교 - 도봉초등학교 - 도산초등학교 - 무을초등학교 - 문장초등학교 - 비산초등학교 - 산동초등학교 - 상모초등학교 - 선산초등학교 | - 선주초등학교 - 송정초등학교 - 신기초등학교 - 야은초등학교 - 양포초등학교 - 오태초등학교 - 옥계동부초등학교 - 옥계초등학교 - 옥성초등학교 - 원남초등학교 - 원호초등학교 - 인동초등학교 | - 인의초등학교 - 장천초등학교 - 정수초등학교 - 지산초등학교 - 진평초등학교 - 천생초등학교 - 해마루초등학교 - 해평초등학교 - 형곡초등학교 - 형남초등학교 - 형일초등학교 - 황상초등학교 |

### 중학교
| - 경구중학교 - 광평중학교 - 구미신평중학교 - 구미여자중학교 - 구미중학교 - 금오중학교 - 도개중학교 | - 도송중학교 - 무을중학교 - 봉곡중학교 - 산동중학교 - 상모중학교 - 선산중학교 - 선주중학교 | - 송정여자중학교 - 오상중학교 - 오태중학교 - 옥계동부중학교 - 옥계중학교 - 인동중학교 | - 진평중학교 - 천생중학교 - 해평중학교 - 현일중학교 - 형곡중학교 - 형남중학교 |